# Znak specjalny strzelca pokładowego
Znak specjalny strzelca pokładowego – symbol identyfikujący członków personelu latającego, którzy wykonują obowiązki strzelca pokładowego.
Znak decyzją z dnia 29 marca 2022 ustanowił Minister Obrony Narodowej.

## Zasady nadawania
Prawo do otrzymania znaku przysługuje żołnierzom zawodowym, którzy:
1. ukończyli szkolenie i uzyskali uprawnienia do samodzielnego wykonywania lotów w charakterze strzelca pokładowego na statku powietrznym;
2. uzyskali nalot w wymiarze minimum 100 godzin w charakterze strzelca pokładowego.

Znak nadaje dowódca jednostki wojskowej żołnierza, na wniosek jego bezpośredniego przełożonego.

## Wygląd
Znak, o wymiarach 40 × 60 mm, ma kształt symbolicznej postaci skrzydlatego strzelca napinającego łuk w barwie brązu. Zastosowany wzór jest bezpośrednim odwzorowaniem Odznaki Strzelca Samolotowego, wprowadzonej do użytku rozkazem Ministra Spraw Wojskowych z dnia 31 października 1929 r. (Dz. Rozk. MSWojsk. Nr 34, poz. 334).
Znak specjalny strzelca pokładowego nosi się bezpośrednio na mundurze:
- na kurtce munduru oraz bluzie olimpijce – na wysokości 90-100 mm powyżej lewej górnej kieszeni, w linii pionowej guzika[2];
- na kurtce munduru MW – na lewej stronie, 30-40 mm symetrycznie nad baretkami[3].